# Rutten (België)
Rutten (Frans: Russon) is een dorp in de Belgische provincie Limburg en een deelgemeente van Tongeren-Borgloon, het was een zelfstandige gemeente tot aan de gemeentelijke herindeling van 1977.
Het is een typisch Haspengouws kerkdorp, met name een klein dorp rond een centraal gelegen kerk, dat volledig wordt omgord door akkers en weilanden.

## Etymologie
Rutten werd vermeld als Hreotio (947); Riuti (1018); Riweceuns (1146); Ruttines (1178); Rutis (12e eeuw); en Ruisnon (1214). De betekenis van de naam is onduidelijk.

## Geschiedenis
Hoe oud Rutten is, kan niet precies bepaald worden. Wel is bewoning aangetoond in het neolithicum en in de Romeinse tijd, daar overblijfselen van verschillende Romeinse villa's en een tweetal tumuli werden gevonden. Rutten lag dan ook in de buurt van de heerwegen van Tongeren naar Aarlen en van Tongeren naar Elch. Men vermoedt dat het zogenaamde Ruttisbos al in de 7e eeuw gedeeltelijk ontgonnen was en dat er dus al vroeg mensen in deze omgeving woonden.
Rutten behoorde tot het domein der Arnulfiden en kwam waarschijnlijk via Arnulf van Metz en diens zoon Ansegisus in bezit van de Pepiniden. Er zijn aanwijzingen dat Pepijn van Herstal uit de omgeving van Rutten afkomstig was. Het bleef ook later in het bezit van de Rooms-Duitse keizers. Samen met Vreren, Nerem, Paifve, Elch en mogelijk Koninksem, werd het in leen gegeven aan de Graven van Haspengouw en in 1204 afgestaan aan het Graafschap Leuven, dat later evolueerde tot het Hertogdom Brabant. Midden 13e eeuw werd het als achterleen uitgegeven aan de heren van Gaasbeek, achtereenvolgens het Huis Horne (1325); Van Gutschoven (1368); d'Oupeye (1370); Van Gronsveld (1422); het Huis Croÿ (1435); het Huis Nassau (1444), waarbij het in 1545 in bezit kwam van Willem van Oranje; Van den Bergh (1618); het Huis Limburg Stirum (1681); Van Hoensbroeck (1690); Van der Heyden a Blisia (1739); De Haxhe (1781) en De Goer de Herve (1789). De heren gaven het vanaf 1349 in voogdij aan de Heren van Hamal (zie ook: Kasteel van Hamal).
Rutten vormde een belangrijke plaats in de bloedige vete tussen de geslachten Awans en Waroux in de 13e en begin 14e eeuw. Ook de Slag bij Othée (1408), tussen prins-bisschop Jan van Beieren en de opstandige inwoners van Luik werd in de omgeving van Rutten gestreden. Met name tijdens de oorlogen met Lodewijk XIV van Frankrijk (omstreeks 1672) en gedurende de Negenjarige Oorlog (1688-1697) had Rutten sterk te lijden van doortrekkende en plunderende troepen.
Door de band met het Hertogdom Brabant werd Rutten een van de zogenaamde redemptiedorpen, een dorp dat ten tijde van de Tachtigjarige Oorlog door verschillende heren werd opgeëist. Uiteindelijk kocht het dorp een bepaalde mate van onafhankelijkheid af tot het in 1785, bij het Verdrag van Fontainebleau aan de Republiek der Nederlanden werd toegewezen.
De Sint-Martinusparochie van Rutten stamt uit de 7e eeuw. De rechten daarvan werden door de Frankische keizers aan de Abdij van Seligenstadt geschonken. In 1018 kwamen deze rechten door ruil in bezit van de Abdij van Burtscheid. In de 2e helft van de 13e eeuw werd te Rutten een kapittel opgericht, bestaande uit zes kanunniken. De proost hiervan werd door de Abdij van Burtscheid benoemd. In 1796 werd het kapittel opgeheven. De parochies van Herstappe en Lauw waren afhankelijk van de Ruttense parochie.

## Demografische ontwikkeling
- Bronnen:NIS, Opm:1831 tot en met 1970=volkstellingen; 1976 = inwoneraantal op 31 december

## Bezienswaardigheden
- Rutten, een typisch Haspengouws hoopdorp, vormt een beschermd dorpsgezicht.
- Het Kasteel van Hamal vormde de zetel van de heer van Hamal, tegenwoordig een gehucht van Rutten, maar in vroegere tijden een aparte heerlijkheid en kerkdorp.
- De torenburcht van Rutten. Het gaat hier om een donjon die rond 1400 werd opgericht om juridische en prestigieuze redenen.
- De Sint-Martinuskerk is een kerk met romaanse oorsprong. De huidige kerk stamt echter grotendeels uit het midden van de 19e eeuw.
- De Kapelanij stamt uit 1711 en werd gebouwd in Maaslandse renaissancestijl.
- De Sint-Evermaruskapel is een 17e-eeuwse kapel die werd gewijd aan de heilige Evermarus, een Friese pelgrim die in Rutten werd vermoord.
- De resten van een motte, die in 1976, samen met zijn omgeving, beschermd werd.
- De Ruttermolen is een watermolen op de Jeker.
- Diverse vierkantshoeven
  - De Lenaershoeve, Motstraat 8, uit 1777, met een poort uit 1708, voormalig eigendom van de Abdij van Burtscheid.
  - Hoeve Rechtstraat 23, uit 1733, met een 17e-eeuwse kern.
  - Hoeve Rechtstraat 20, uit 17e, 18e en 19e eeuw.
  - Hoeve Rechtstraat 74, uit vierde kwart 18e eeuw.

## Natuur en landschap
Rutten ligt in droog-Haspengouw op een hoogte van 95 tot 140 meter. Het dorp ligt nabij de vallei van de Jeker.

## Evenementen
- Rutten is ook bekend vanwege zijn jaarlijkse Sint-Evermarusfeesten op 1 mei. Hierbij wordt de moord herdacht op de Heilige Evermarus en zijn gezellen in de 7e eeuw, die te Rutten zou hebben plaatsgevonden. Het hoogtepunt is het Evermarusspel, een toneelstuk in open lucht waaraan het volledige dorp meewerkt. In dit stuk spelen enkel echte Ruttenaren mee. Er figureren enkele tientallen paarden. Jaarlijks zijn enkele duizenden mensen aanwezig tijdens dit openluchtspektakel. Tevens wordt jaarlijks, eveneens op 1 mei, een processie gehouden voor deze heilige.

## Nabijgelegen kernen
Hamal, Koninksem, Lauw, Villers-l'Évêque

## Galerij

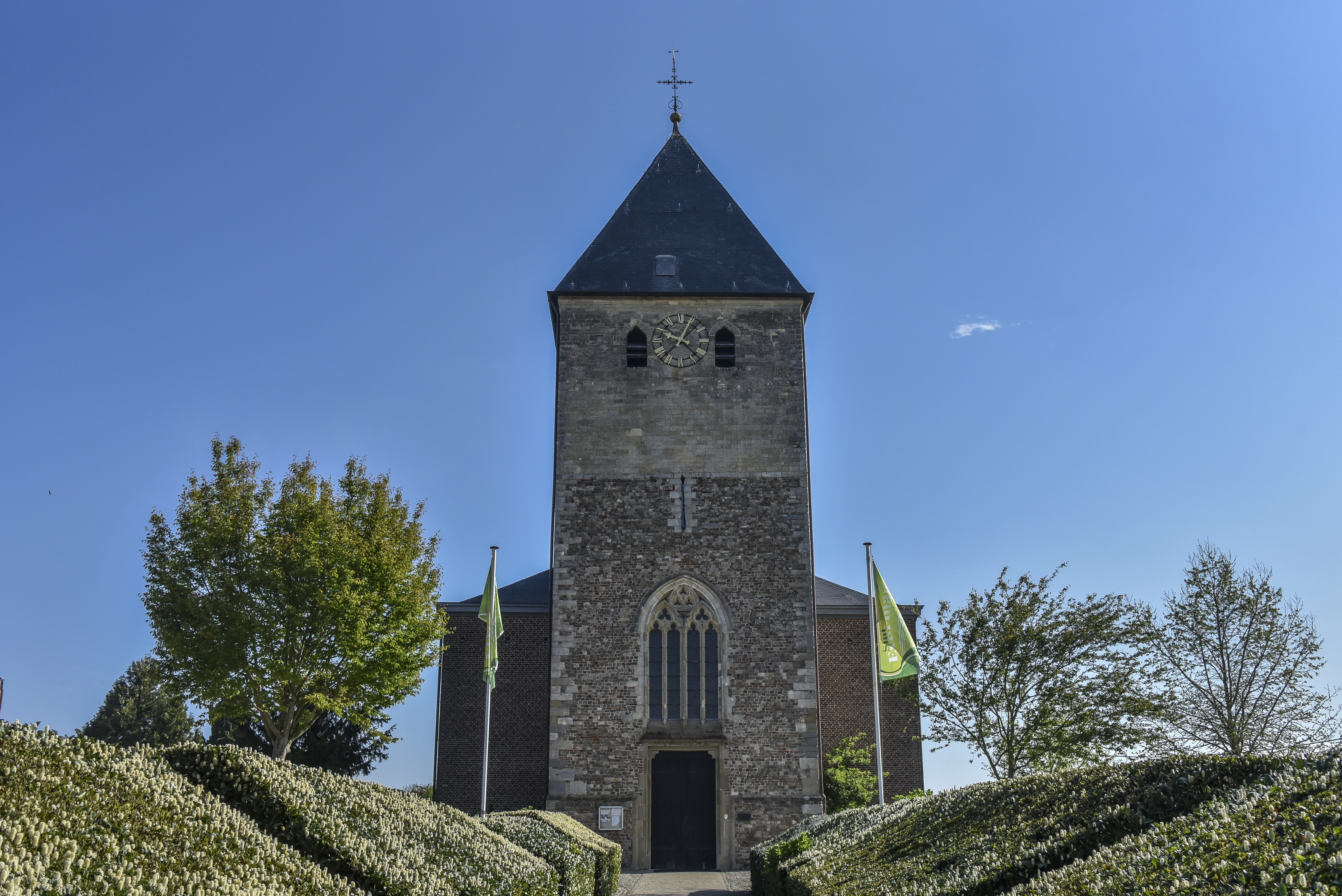
Sint-Martinuskerk
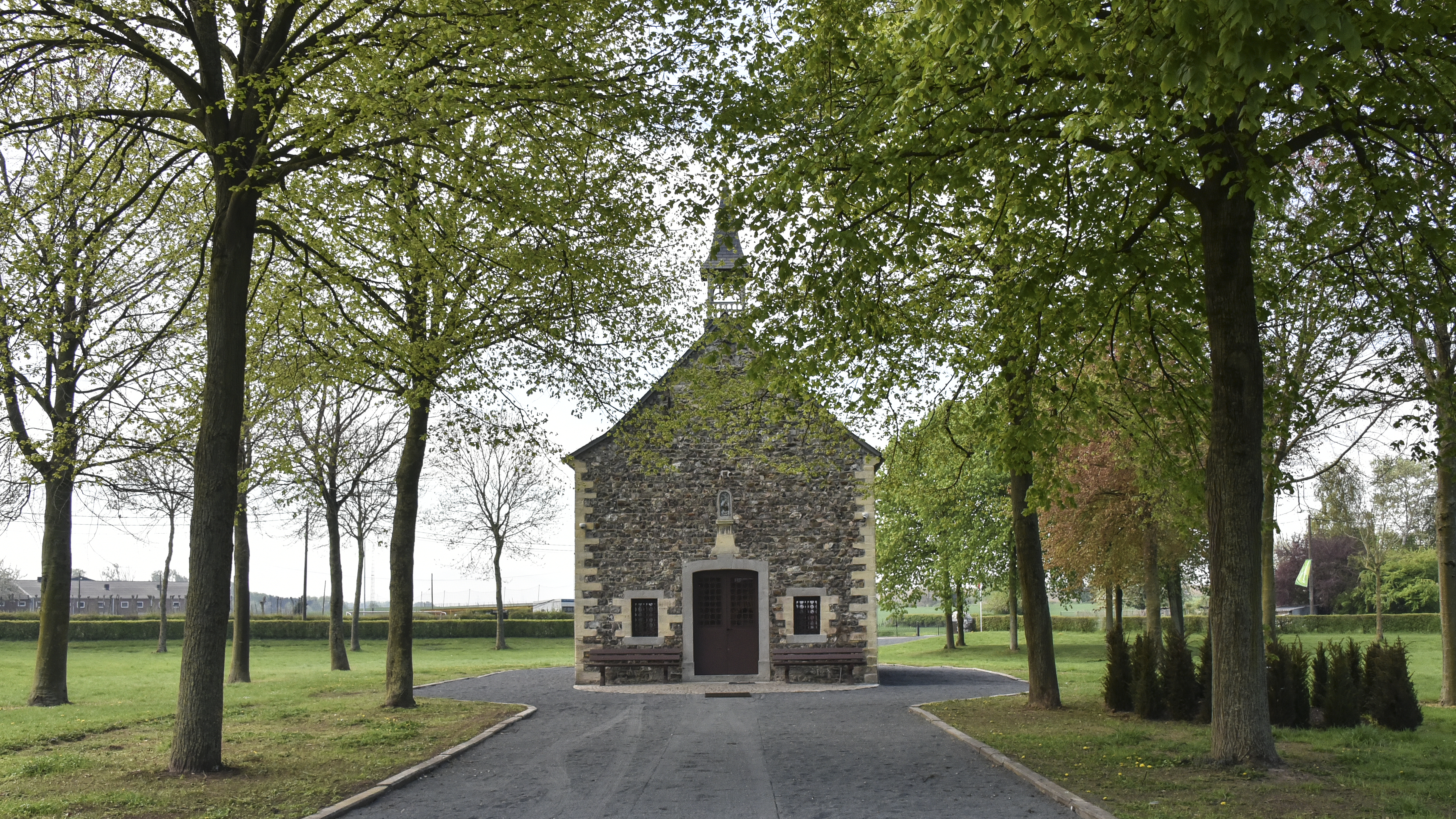
Sint-Evermaruskapel
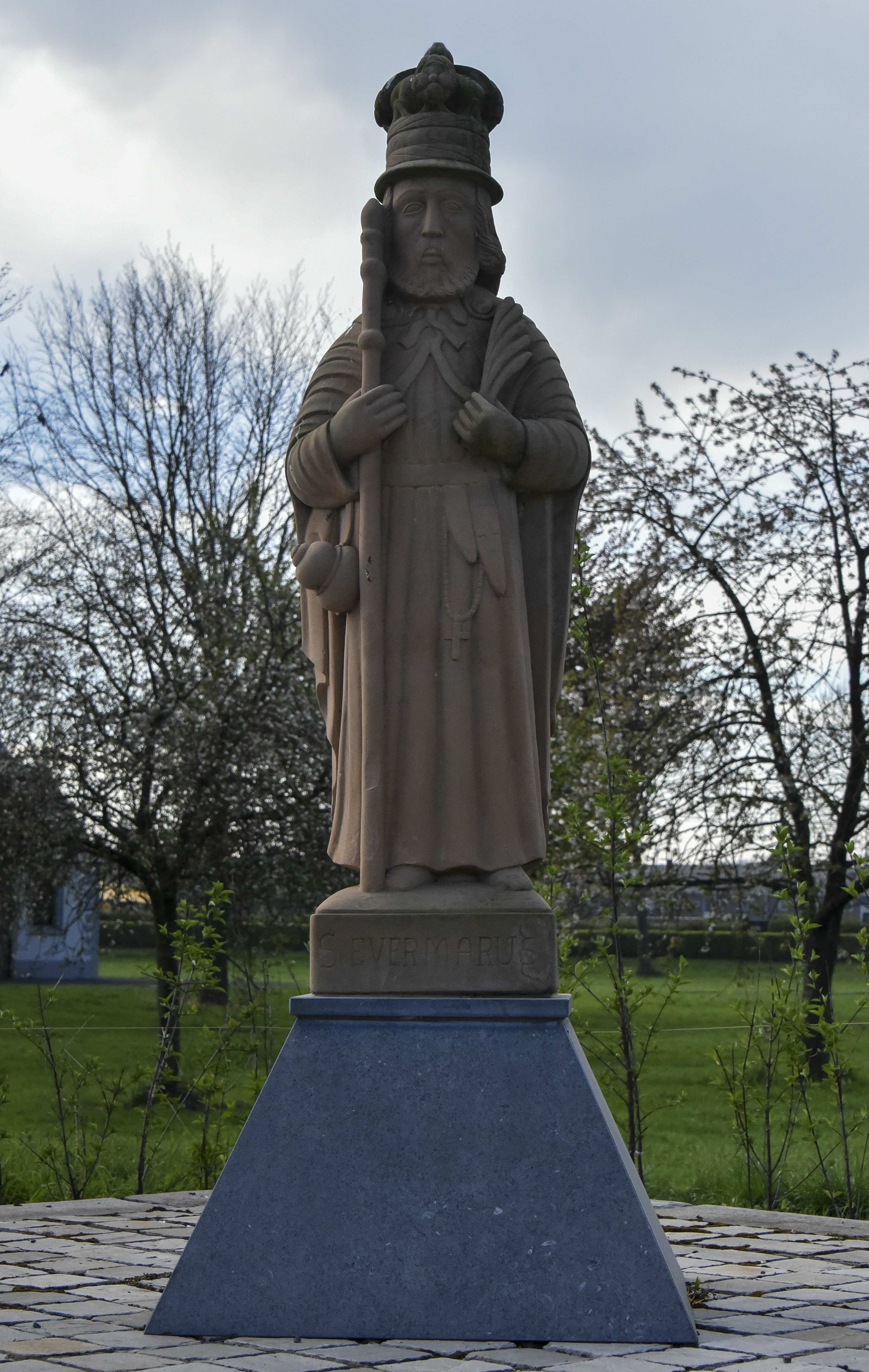
Evermarus
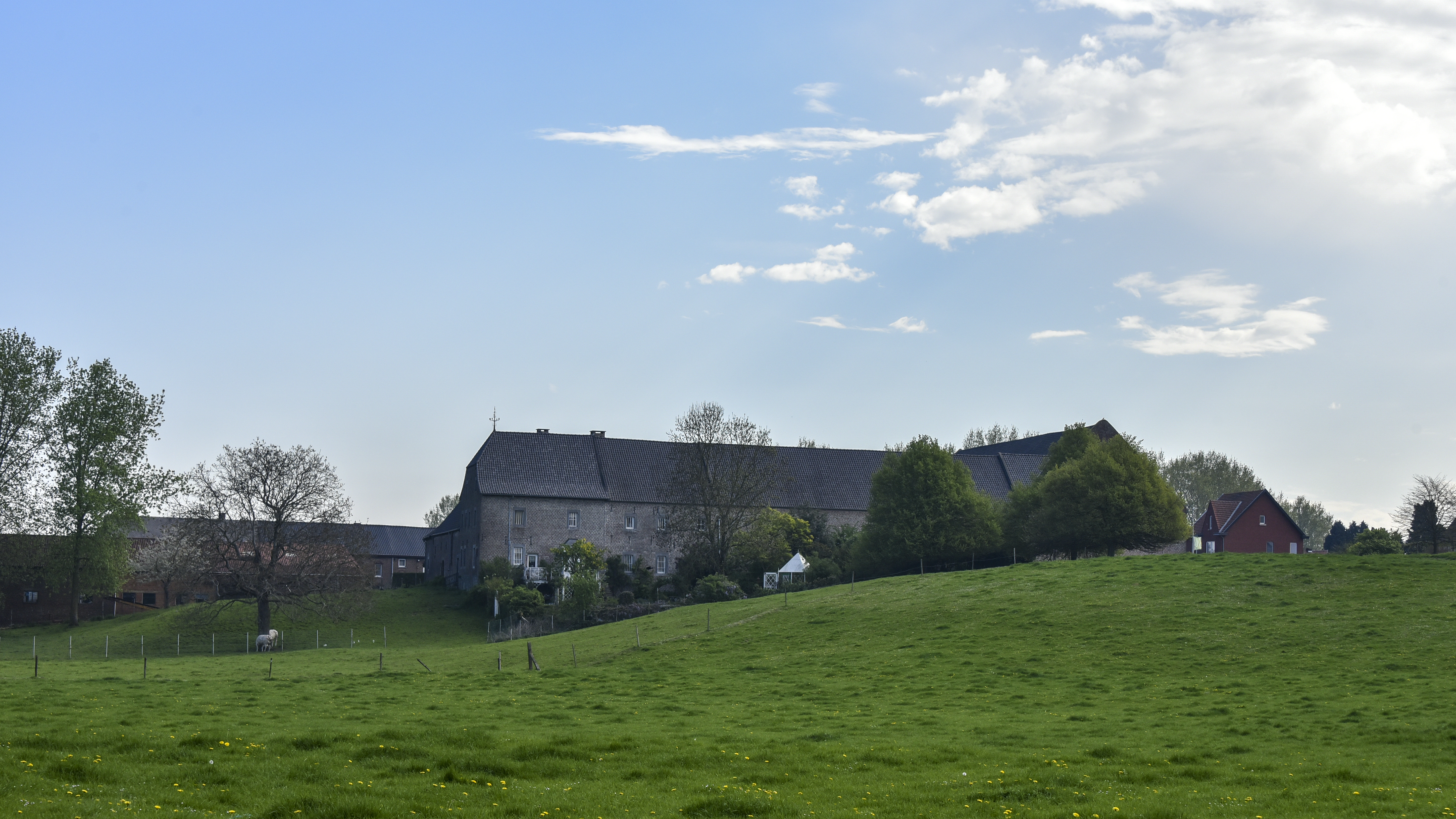
Vierkantshoeve aan de Etjesstraat
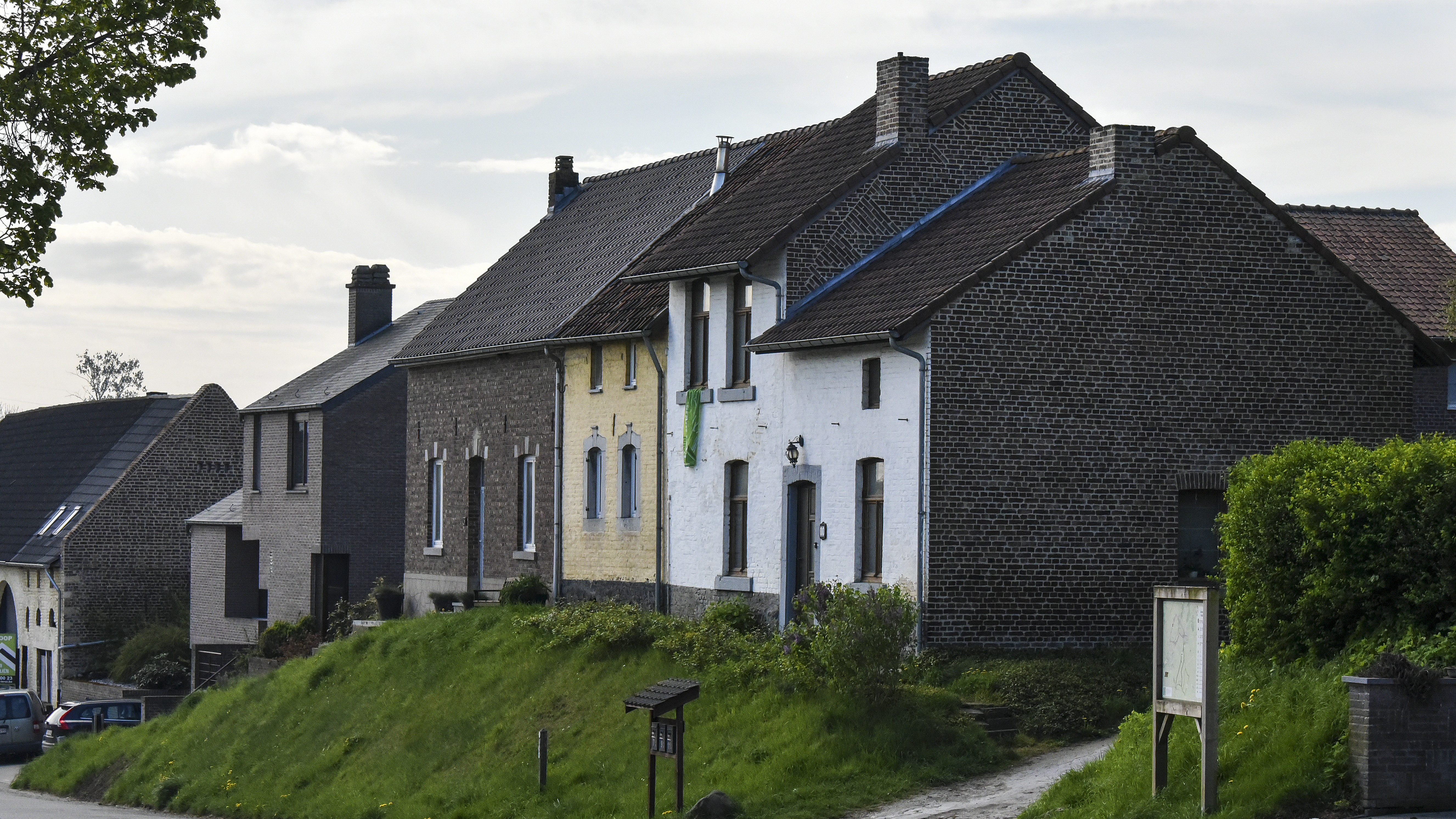
Dorpsgezicht